# Que País É Este 1978/1987
Que País É Este 1978/1987, ou apenas Que País É Este, é o terceiro álbum de estúdio da banda brasileira de rock Legião Urbana, lançado em 30 de novembro de 1987 pela EMI. No Brasil foram vendidos mais de 1 milhão de cópias do álbum, sendo o terceiro mais vendido da banda e premiado com Disco de Diamante pela ABPD. O encarte do disco traz uma charge do baterista Marcelo Bonfá retratando a constante troca de guitarristas pela qual a banda passou até recrutar Dado Villa-Lobos.

## Contexto
O projeto original do disco duplo Mitologia e Intuição (também chamado de Disciplina e Virtude) reunia os materiais deste disco e do álbum anterior, Dois. Com a rejeição da ideia, o que sobrou do projeto foi lançado neste disco.
A mudança de direcionamento se deu porque, com o sucesso de Dois, a gravadora pressionava a banda para o lançamento de seu terceiro álbum, sem que no entanto houvesse repertório para isso. Das nove faixas de Que País É Este (1978/1987), apenas duas foram compostas depois de Dois: "Angra dos Reis" e "Mais do Mesmo".
Além da pressão da gravadora (intensificada pelo fato de que a banda já havia extrapolado o prazo estabelecido em contrato de entregar três discos em 36 meses), o próprio vocalista e violonista Renato Russo se cobrava para gravar logo algumas canções da época do Aborto Elétrico  ("Que País É Este", "Conexão Amazônica" e "Tédio") antes que o Capital Inicial - outra banda fundada por ex-membros do Aborto - o fizesse. Isso contribuiu para que a ideia de um disco de inéditas fosse esquecida em favor de uma espécie de antologia. Na época, a banda negava, contudo, que tivesse enfrentado pressão por parte da gravadora. Dado declarou na época:
| “ | O negócio com esse disco que a gente parou de gravar é que o projeto dele se chamaria a princípio Disciplina e Virtude. No momento em que entramos no estúdio, a gente não conseguiu falar de disciplina e muito menos de virtude no caos em que estávamos e em que o país estava. Era época do Cruzado II! | ” |

Isso ajudou a resolver o problema da ausência de repertório, que foi complementado também com faixas de sua época de "Trovador Solitário" ("Faroeste Caboclo"), quando se apresentava sozinho com um violão. "Eu Sei" foi composta por Renato entre o Aborto e a Legião; uma versão pirata da peça já era executada nas rádios na época. Por isso, Renato considerou que o disco era também uma forma de por fim à farra de execuções de gravações piratas de suas música nas rádios. Versões iniciais de "Eu Sei" e "Faroeste Caboclo", gravadas em 1982 por Renato cantando e tocando violão, foram recuperadas e lançadas em 2008 no álbum solo póstumo O Trovador Solitário. O verso "talvez tenhamos que fugir sem você" de "Eu Sei" originalmente dizia "talvez tenhamos que correr e perder".
O fato do disco envolver canções compostas ao longo de anos está expresso nos anos que aparecem em seu título.
O álbum ficou pronto em apenas um mês. A gravação levou duas semanas e as faixas "Que País É Este", "Conexão Amazônica", "Tédio" e "Química" foram gravadas em apenas uma tomada.
Foi neste disco que os atritos entre o baixista Renato Rocha e o restante dos integrantes e o pessoal da EMI-Odeon começaram a se intensificar. Seus constantes atrasos, bem como sua incapacidade de executar suas partes da forma que Renato Russo queria começaram a fazer a banda se arrepender de tê-lo contratado.

## Informações das faixas
"Angra dos Reis" faz menção à construção de uma usina nuclear na cidade de mesmo nome no Rio de Janeiro e "Mais do Mesmo" em 1998 daria título a uma coletânea da banda; este era o título planejado originalmente para este disco.
"Faroeste Caboclo" foi composta em 1979, na fase "trovador solitário" de Renato Russo. Com mais de nove minutos de duração, a música, que possui 159 versos e não tem refrão, conta a história de João de Santo Cristo. Russo a considerava sua "Hurricane" (música de Bob Dylan sobre o boxeador que passou anos injustamente atrás das grades). Na época do lançamento do disco, era a mais longa canção da banda (mais tarde superada por "Metal contra as Nuvens", do disco V).
O disco ainda traz "Depois do Começo", única faixa de sua autoria que Russo admitia não gostar, por considerar pretensiosa e foi feita em base de outra composição do Aborto Elétrico "Anúncio de Refrigerante"; e "Química", que já havia sido gravada pel'Os Paralamas do Sucesso em seu álbum de estreia, Cinema Mudo.

## Divulgação

### Turnê
Durante a turnê deste álbum, aconteceu o famoso show em Brasília no Estádio Mané Garrincha, para um público de 50 mil pessoas, em junho de 1988. A apresentação se iniciou com uma hora de atraso. Na quarta canção, "Conexão Amazônica", Renato Russo foi atacado por um homem da plateia, que foi retirado pelos seguranças. Conforme o show decorria, o público começou a atirar objetos nos músicos e Renato respondia com provocações. Depois de uma hora, a banda deixou o palco e a plateia, frustrada, iniciou um empurra-empurra que resultou em um pisoteamento; 380 pessoas precisaram de atendimento médico após o episódio e a banda chegou a ser processada pelo Governo do Distrito Federal.
Renato chegou a declarar que não voltaria mais a Brasília depois do incidente, mas voltou atrás pouco depois. Um mês depois, quando a banda se apresentou no Maracanãzinho, o público atirou margaridas ao palco em resposta ao incidente na capital brasileira.
O episódio acabou aumentando a fobia de palco de Russo e tornando o trabalho da banda mais introspectivo, o que refletiria no álbum seguinte.

## Lista de faixas
Todas as canções produzidas por Mayrton Bahia.
| Lado A "lado 1" |                                        |                |         |  |
| N.º             | Título                                 | Compositor(es) | Duração |  |
| 1.              | "Que País É Este"                      | Renato Russo   | 2:55    |  |
| 2.              | "Conexão Amazônica"                    | Russo Fê Lemos | 4:50    |  |
| 3.              | "Tédio (Com Um T bem Grande pra Você)" | Russo          | 2:30    |  |
| 4.              | "Depois do Começo"                     | Russo          | 3:16    |  |
| 5.              | "Química"                              | Russo          | 2:20    |  |

| Lado B "lado 2" |                    |                                    |         |  |
| N.º             | Título             | Compositor(es)                     | Duração |  |
| 6.              | "Eu Sei"           | Russo                              | 3:12    |  |
| 7.              | "Faroeste Caboclo" | Russo                              | 9:10    |  |
| 8.              | "Angra dos Reis"   | Russo Marcelo Bonfá Renato Rocha   | 4:59    |  |
| 9.              | "Mais do Mesmo"    | Russo Bonfá Dado Villa-Lobos Rocha | 3:22    |  |
| Duração total:  | Duração total:     | Duração total:                     | 36:10   |  |

## Créditos
Todo o processo de elaboração de Que País É Este 1978/1987 atribui os seguintes créditos:
| - Renato Russo - vocais, teclado, violão - Marcelo Bonfá - bateria, percussão, teclado, ilustrações - Dado Villa-Lobos - guitarra, violão, percussão, vocais - Renato Rocha - contrabaixo elétrico, vocais - Mayrton Bahia - direção de produção, produção, produção executiva, mixagem - Jorge Davidson - direção artística | - Sérgio Bittencourt - técnico de gravação, mixagem - Renato Luiz - técnico de gravação, mixagem - Jorge Brum - assistente de estúdio - Egeu Laus - coordenação gráfica - Fernanda Villa-Lobos - projeto gráfico - Ricardo Junqueira - fotos da capa, fotos do encarte - Marcelo Benzaquém - fotos do encarte |

## Recepção crítica
| Críticas profissionais | Críticas profissionais |
| Avaliações da crítica  | Avaliações da crítica  |
| Fonte                  | Avaliação              |
| ---------------------- | ---------------------- |
| Allmusic               | [ 20 ]                 |

## Desempenho comercial

### Vendas e certificações
| País                       | Certificação | Vendas     |
| -------------------------- | ------------ | ---------- |
| Brasil (Pro-Música Brasil) | Diamante     | 1.000.000+ |